# Crimewatch
Crimewatch (auparavant Crimewatch UK) est une émission de télévision britannique lancée en 1984 et produite par la BBC qui reconstitue des crimes majeurs irrésolus dans le but d'obtenir des informations du public. BBC One diffuse habituellement un épisode par mois. Dès septembre 2016 l'émission est présentée par Tina Daheley et Jeremy Vine.
Par exemple, un communiqué de la police de West Mercia explique qu'un vol sera reconstitué lors d'un épisode de Crimewatch en juin 2012. Ou encore, un père de famille fait une apparition lors d'un épisode diffusé le 20 mars 2013 pour expliquer ce que sa famille a subi lors d'un vol à main armée.